# Vodní kolo

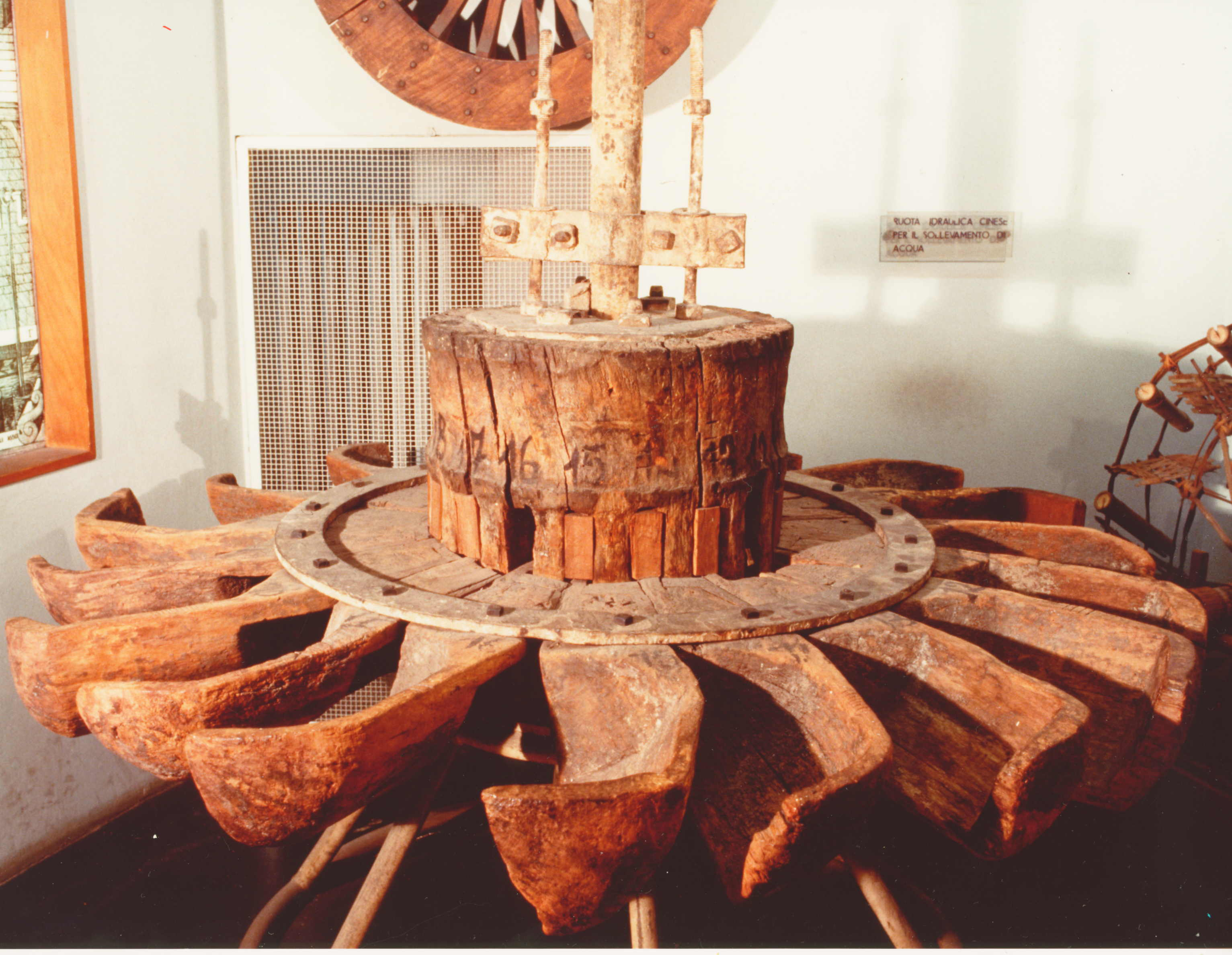
Kolo se svislou osou v muzeu v Miláně

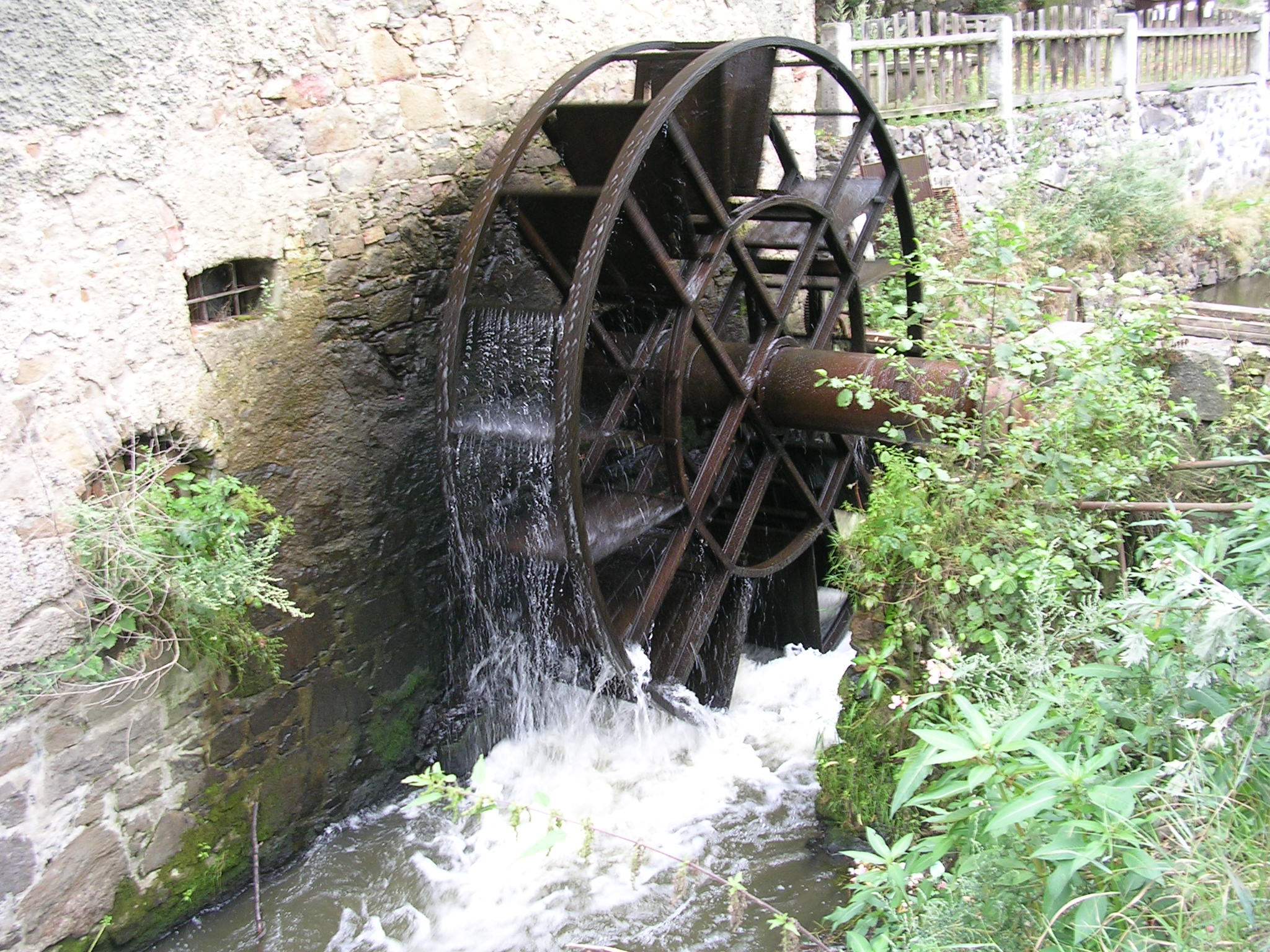
Mlýn Jakubov, Ohře, říční kilometr 150,0

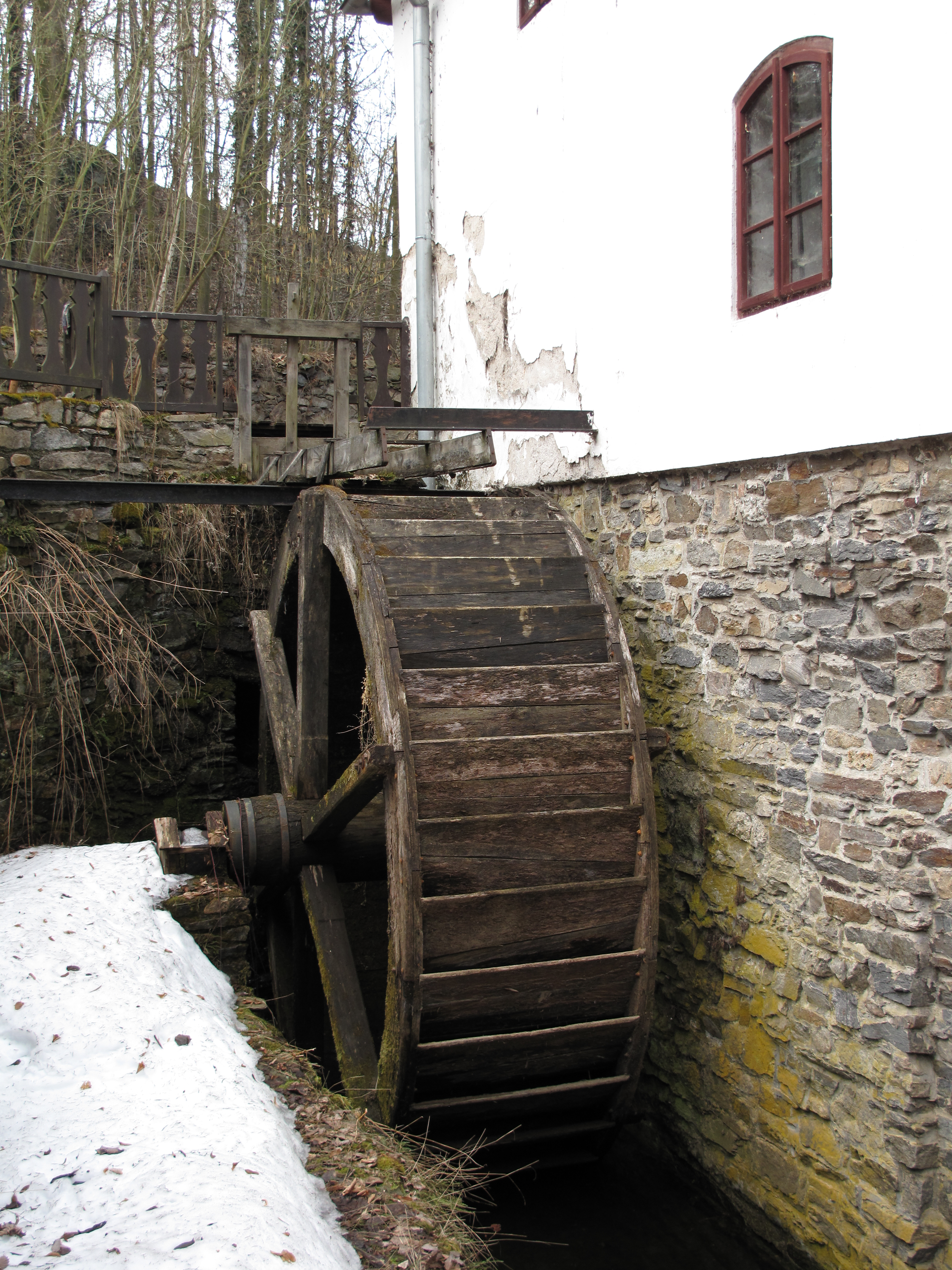
Vodní kolo denemarského mlýna na Vrchlici

Vodní kolo nebo též mlýnské kolo je jedním z nejstarších zařízení k získání energie proudící vody.
Síla vodního proudu byla jedním z prvních využívaných zdrojů energie. Vodní kolo bylo široce využíváno ve starověku, středověku, i na počátku novověku, a to především pro pohon vodních mlýnů. Později bylo používáno i pro pohon mechanismů na pilách a v kovářských dílnách – hamrech. V některých zemích je vodní kolo dodnes využíváno například pro čerpání vody.

## Typy vodních kol
Je zajímavé, že nejstarší vodní kola (v Indii a Mezopotámii) byla kola se svislou osou, tak jako moderní nejvýkonnější turbíny. Toto uspořádání nevyžadovalo převod na svislou osu mlýnských kamenů.

Vodní kolo má po obvodu řadu dřevěných lopatek nebo kapes. Vyráběli je obvykle sekerníci, kteří při stavbě kombinovali různé druhy dřeva podle namáhání jednotlivých částí a vlastností suroviny. Základ kola tak mohla tvořit borovice, zatímco hřídel byla dubová, na další části se využíval smrk, jedle, topol a jiné dřeviny.
Principiálně lze vodní kola s horizontální osou rozdělit na tři druhy:
- Kolo na spodní vodu (tzv. lopatník) využívá pouze kinetické energie vody, proudící pod ním. Má jen malou účinnost, ale zároveň velmi jednoduchou konstrukci.
- Kolo na střední vodu využívá i potenciální energie vody, která je k němu přiváděna výše, než je hladina odtékající vody. Oba druhy kol se otáčí spodní částí ve směru toku vody.
- Kolo na vrchní vodu (tzv. korečník) je zaléváno svrchu a otáčí se ve směru proudu vody vrchní částí. V českých zemích je nejrozšířenějším typem. Využívá především potenciální energie vody. Kolo je opatřeno korečky, které se plní přitékající vodou a vahou pak roztáčejí kolo.

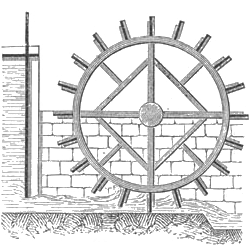
Kolo na spodní vodu
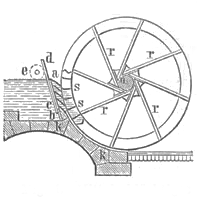
Kolo na střední vodu
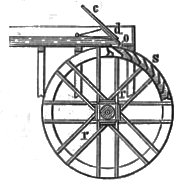
Kolo na vrchní vodu

Kola na lodních mlýnech stavěných na lodích byla kola na spodní vodu. Při poklesu vody klesal celý mlýn a ponoření kola tak zůstávalo konstantní
Vodní kolo bylo ve dvacátém století nahrazováno mnohem účinnější vodní turbínou, která navíc umožňovala prostřednictvím transmisí pohon více mlecích strojů a dalších zařízení.
Vodní kola lze v současnosti vidět v činnosti v některých zachovalých muzejních provozech nebo jako pohyblivou dekoraci. Na principu vodního kola také pracovaly dříve velice oblíbené dětské hračky našich dědečků a pradědečků – vodní mlýnky, které si kluci často stavěli na potoce.